# Velen, Östergötland
Velen är en sjö i Kinda kommun i Östergötland och ingår i Motala ströms huvudavrinningsområde. Sjön har en area på 0,126 kvadratkilometer och ligger 128,2 meter över havet.

## Delavrinningsområde
Velen ingår i det delavrinningsområde (641137-149987) som SMHI kallar för Utloppet av Juttern. Medelhöjden är 128 meter över havet och ytan är 42,27 kvadratkilometer. Räknas de 41 avrinningsområdena uppströms in blir den ackumulerade arean 853,02 kvadratkilometer. Stångån som avvattnar avrinningsområdet har biflödesordning 2, vilket innebär att vattnet flödar genom totalt 2 vattendrag innan det når havet efter 170 kilometer. Avrinningsområdet består mestadels av skog (54 procent) och jordbruk (18 procent). Avrinningsområdet har 7,96 kvadratkilometer vattenytor vilket ger det en sjöprocent på 18,8 procent.